# یکه‌توت (بهشهر)
یکه توت، روستایی است در نزدیکی زاغمرز و بندر امیرآباد از توابع بخش مرکزی شهرستان بهشهر در استان مازندران ایران.

## جمعیت
این روستا در دهستان میان کاله قرار دارد و براساس سرشماری مرکز آمار ایران در سال ۱۳۸۵، جمعیت آن ۱۵۰۱ نفر (۳۵۲خانوار) بوده‌است. مردم یکه توت از قومیت طبری هستند. مردم یکه توت به زبان طبری (مازندرانی) سخن می‌گویند.